# Seznam ministrů pro vědu a výzkum České republiky
Seznam místopředsedů vlády a ministrů pro vědu a výzkum představuje chronologický přehled vicepremiérů a ministrů vlády České republiky, kterým byla při jmenování do funkce svěřena gesce vědy a výzkumu.
Tato funkce se poprvé objevila ve vládě Vladimíra Špidly, kdy jí zastával předseda Unie svobody Petr Mareš, který byl zároveň místopředsedou vlády.
Ministr sídlí při Úřadu vlády ČR bez aparátu ministerstva a je tak ministrem bez portfeje.

## Seznam vicepremiérů a ministrů
| Č.                                                                   | Portrét                                                              | Jméno                                                                | Subjekt                                                              | Subjekt                                                              | Ve funkci                                                            | Ve funkci                                                            | Vláda                                                                |
| Č.                                                                   | Portrét                                                              | Jméno                                                                | Subjekt                                                              | Subjekt                                                              | Od                                                                   | Do                                                                   | Vláda                                                                |
| Místopředseda vlády pro výzkum a vývoj, lidská práva a lidské zdroje | Místopředseda vlády pro výzkum a vývoj, lidská práva a lidské zdroje | Místopředseda vlády pro výzkum a vývoj, lidská práva a lidské zdroje | Místopředseda vlády pro výzkum a vývoj, lidská práva a lidské zdroje | Místopředseda vlády pro výzkum a vývoj, lidská práva a lidské zdroje | Místopředseda vlády pro výzkum a vývoj, lidská práva a lidské zdroje | Místopředseda vlády pro výzkum a vývoj, lidská práva a lidské zdroje | Místopředseda vlády pro výzkum a vývoj, lidská práva a lidské zdroje |
| -------------------------------------------------------------------- | -------------------------------------------------------------------- | -------------------------------------------------------------------- | -------------------------------------------------------------------- | -------------------------------------------------------------------- | -------------------------------------------------------------------- | -------------------------------------------------------------------- | -------------------------------------------------------------------- |
| 1.                                                                   |                                                                      | Petr Mareš                                                           |                                                                      | US-DEU                                                               | 15. července 2002                                                    | 4. srpna 2004                                                        | Špidla                                                               |
| Funkce nevyužívána                                                   | Funkce nevyužívána                                                   | Funkce nevyužívána                                                   | Funkce nevyužívána                                                   | Funkce nevyužívána                                                   | 2004–2014                                                            | 2004–2014                                                            |                                                                      |
| Místopředseda vlády pro vědu, výzkum a inovace                       |                                                                      |                                                                      |                                                                      |                                                                      |                                                                      |                                                                      |                                                                      |
| 2.                                                                   |                                                                      | Pavel Bělobrádek                                                     |                                                                      | KDU-ČSL                                                              | 29. ledna 2014                                                       | 13. prosince 2017                                                    | Sobotka                                                              |
| Funkce nevyužívána                                                   | Funkce nevyužívána                                                   | Funkce nevyužívána                                                   | Funkce nevyužívána                                                   | Funkce nevyužívána                                                   | 2017–2021                                                            | 2017–2021                                                            |                                                                      |
| Ministr/yně pro vědu, výzkum a inovace                               |                                                                      |                                                                      |                                                                      |                                                                      |                                                                      |                                                                      |                                                                      |
| 3.                                                                   |                                                                      | Helena Langšádlová                                                   |                                                                      | TOP 09                                                               | 17. prosince 2021                                                    | 5. května 2024                                                       | Fiala                                                                |
| 4.                                                                   |                                                                      | Marek Ženíšek                                                        |                                                                      | TOP 09                                                               | 16. května 2024                                                      | úřadující                                                            | Fiala                                                                |